# Engelade
Engelade è una frazione (Stadtteil) della città di Seesen, nel land della Bassa Sassonia, in Germania.

## Storia
Già comune autonomo nel circondario di Gandersheim, fu soppresso e incorporato a Seesen il 1º luglio 1972.